# Нойфельд (Дитмаршен)
Нойфельд (нем. Neufeld) — община в Германии, в земле Шлезвиг-Гольштейн.
Входит в состав района Дитмаршен. Подчиняется управлению КЛьГ Марне-Ланд. Население составляет 620 человек (на 31 декабря 2010 года). Занимает площадь 10,41 км².
Коммуна подразделяется на 5 сельских округов.